# (8898) Linnaea
(8898) Linnaea (1995 SL5) – planetoida z pasa głównego asteroid okrążająca Słońce w ciągu 3,8 lat w średniej odległości 2,43 au. Odkryta 29 września 1995 roku.